# Svatko umire sam
Svatko umire sam (njem. Jeder stirbt für sich allein) je drama Alfreda Vohrera iz 1975., snimljena prema istoimenom romanu Hansa Fallade. 

## Radnja
Berlin 1940. za vrijeme Drugog svjetskog rata nakon kapitulacije Francuske. Adolf Hitler je na vrhuncu svoje moći, a otpor protiv nacizma u Njemačkoj tek u začetku. Bračni par Anna (Hildegard Knef) i Otto Quangel (Carl Raddatz) žive u Berlinu jednostavnim životom i ne zanimaju se previše za politiku. Pogibijom njihovog jedinog sina Otta (Alexander Radszun) na frontu, u njima se počinje buditi svijest protiv nacističkog režima. Kada k tome strada i njihova židovska susjeda Otto Quangel se odlučuje na aktivni otpor. Počinje pisati letke protiv nacista, koje na javnim mjestima i po poštanskim sandučićima dijeli zajedno sa suprugom Annom. Gestapo ih otkriva i uhiti, te su osuđeni na smrt pogubljenjem. 

## Uloge
- Hildegard Knef: Anna Quangel
- Carl Raddatz: Otto Quangel
- Martin Hirthe: Escherich
- Gerd Böckmann: Schröder
- Heinz Reincke: Emil Borhausen
- Beate Hasenau: Karla Borkhausen

## Nagrade
Za ulogu Anne Quangel u filmu "Jeder stirbt für sich allein" ("Svatko umire sam") 
Hildegard Knef nagrađena je Zlatnom nagradom za najbolju žensku ulogu na međunarodnom filmskom festivalu Karlovy Vary 1976. godine.